# وودستاک، آکسفوردشر
latitudeوودستاک، آکسفوردشرlongitudeوودستاک، آکسفوردشر
وودستوک، آکسفوردشر (به انگلیسی: Woodstock, Oxfordshire) یک منطقهٔ مسکونی در انگلستان است که در جنوب شرقی انگلستان واقع شده‌است.

## خصوصیات
وودستوک ۲٬۹۲۴ نفر جمعیت دارد.